# Stephen Gray
Stephen Gray (december 1666 – 7. februar 1736) var en engelsk farver og astronom, der var den første, som systematisk udførte eksperimenter med elektrisk ledning. Indtil hans arbejde i 1729 havde han primært arbejdet med statisk ladning og undersøgelser af statiske fænomener (elektrisk stød, plasma osv.). Han var også den første der gjorde forskel på ladning og isolator, og han opdagede elektrostatisk induktion.
Gray modtog Copleymedaljen i 1731, hvilket var første gang den blev uddelt, for sit arbejde med ledning og isolator, og igen i 1732 for sine eksperimenter med induktion.
I 1732 gjorde Royal Society til æresmedlem.